# هند بهوان
هند بهوان هي سيدة أعمال عمانية ذات إنجازات في المجال المالي والتجاري. وقد تركت العديد من البصمات الناجحة في الاقتصاد العماني إذ لعبت دورًا رائدًا في مجال الأعمال والمال حيث استطاعت على أثر ذلك أن تخترق الهوة الرقمية وتطور بشكل جيد قطاع الخدمات والاتصالات في سلطنة عمان.

## النشأة والتعليم
تنحدر السيدة هند بهوان في الأساس من عائلة ذات تاريخ طويل وعريق في مجال الأعمال ومن أسرة أريستقراطية تعمل في مجال التجارة. فوالدها هو السيد سهيل بهوان، الذي قام بتأسيس واحدة من أكبر التكتلات الاقتصادية للعائلة المالكة والتي تعمل على تغطية العديد من القطاعات الاقتصادية الهامة بالسلطنة مثال تجارة السيارات والاتصالات. كما أن أختها أمل بهوان تشغل منصبًا إداريًا رفيعًا في شركة سايبرتك التي تمتلكها السيدة هند بهوان.
هي في الأصل حاصلة على العديد من الشهادات في علوم الحاسب الألي والأعمال من جامعة هارفارد. هذا علاوة على قيامها بتنمية مهاراتها العملية والمهنية من خلال عملها في مجموعة شركات بهوان مما جعلها تترأس وكالة بهوان لأعمال السفر التي تقدم كافة أنواع التسهيلات والخدمات للسفر والرحلات في السلطنة. إذ عملت على تطويرها، وتقديم أفضل ما يمكن تقديمه من خدمات لزبائنها وبتنفيذ جيد.
السيدة بهوان هي أيضاً عضو في منظمة عالمية تسمى مؤسسة الرؤساء الصغار لرواد الأعمال حيث تقوم فكرتها على تبادل كلاً من الأفكار والاستراتيجيات الواجب إتباعها من أجل تحقيق النمو الشخصي من ناحية المهنية.

## إنجازتها
تشغل السيدة هند بهوان دورًا رئيسيًا في العمل مع السلطنة والشركات الرائدة. وقد نجحت في تأسيس منظمة بهوان سايبرتك خلال عام 1999م، وتقلدت منصب الرئيس التنفيذي لهذه الشركة، والتي تقوم بتقديم خدمات عالمية من خلالها، حيث أنها تمكنت من الصعود بالشركة إلى القمة على المستوى العالمي من خلال عملها الجاد المتميز.
كما قامت السيدة هند بوضع شركتها في مشروع مشترك مع السلطنة وشركة عمان للإتصالات، وذلك من أجل تطوير شركة الطيران الخليجي على مستوى التكنولوجيا والاتصالات، ويضم المركز الخاص بهذا المشروع أكثر من 300 موظف من عمان في واحة المعرفة بمسقط.
وقد ساعدت في عملية تطوير المجتمع حيث قامت بتأسيس مشاريع إنمائية، وتمكنت من إكمال رسالة والدها ولكن من خلال شخصيتها وأسلوبها الخاص.

## الجوائز
حصلت السيدة هند بهوان على العديد من الجوائز الخاصة بمشاريع مختلفة والتي تمكنت من خلالها من تطوير قطاع الاقتصاد، وقد نالت لقب “سيدة الأعمال الشابة” عام 2000 من السلطنة. كما حازت على جائزة من الشيخ محمد بن رشيد حيث أنها كانت الرئيس التنفيذي خلال عام 2001م.
كما حصلت أيضًا على جائزة من قبل برنامج الأمم المتحدة الإنمائي خلال عام 2002 كونها سيدة أعمال في التكنولوجيا المعلوماتية. وقد قام المنتدى الاقتصادي العالمي باختيارها من ضمن الرائدات العالمية لغد أفضل خلال عام 2003م. بالإضافة إلى ذلك فقد حازت على جائزة “سيدة الأعمال الآسيوية الرائدة” خلال عام 2011م من الوزير شرى كابيل سيبال وهو وزير الاتصالات والموارد البشرية والتنمية والمشاريع السياحية وتقنية المعلومات في الهند.
في عام 2018، نالت وسام جوقة الشرف الفرنسي للاستحقاق «ليجيون دونور».